# Hexenmuseum Schweiz

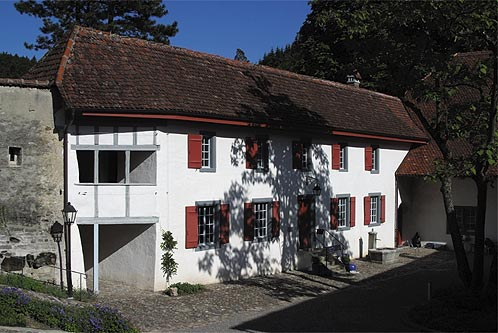
Schloss Liebegg

Das Hexenmuseum Schweiz im Schloss Liebegg in Gränichen AG ist ein Privatmuseum, in dem die Hexenprozesse in der Schweiz und in Europa und deren Auswirkungen auf die heutige Zeit gezeigt werden. Das Museum sieht seine Hauptaufgabe darin, Objekte der Hexerei, Botanik, Anthropologie, Geologie, des Volks-Aberglaubens und vielem mehr zu sammeln, bewahren, vermitteln und erforschen. Direktorin des Museums ist Wicca Meier-Spring.

## Geschichte
Das Hexenmuseum wurde 2009 gegründet. 2010 wurde das Hexenmuseum im VAMUS (Verband Aargauer Museen und Sammlungen) und im offiziellen Museumsführer aufgenommen. Die ersten neun Jahre befand sich das Hexenmuseum in Auenstein. 2016 fügte man dem Museum ein Erweiterungsbau hinzu. Seit 2018 befindet es sich auf dem Schloss Liebegg in Gränichen. Nach dem Aufbau der Dauerausstellung in den neuen Räumen, soll es ab 2020 auch wieder Sonderausstellungen geben. Die Ausstellungsstücke, die sich im Museum auf rund 200 Quadratmeter verteilen, sind private Sammelstücke oder Leihgaben von Museen.
Das Hexenmuseum Schweiz ist das erste und einzige Museum seiner Art im deutschsprachigen Raum. Es informiert nicht nur über die vergangene Geschichte der Hexen, sondern auch über die Hexen der modernen Zeit. Das Museum forscht in Archiven und Schriften nach Verzeichnissen von allen Personen, welche in der Schweiz als Hexen hingerichtet wurden, um diese namentlich und mit Datum festzuhalten. Viele Besucher kommen daher, auf der Ahnensuche, aus aller Welt zum Hexenmuseum. Das Museum ist international mit anderen Museen über Hexen vernetzt, wie zum Beispiel mit dem Salem Witch Museum in Massachusetts oder dem Museum Of Witchcraft in Cornwall in England.
Sponsoren des Privatmuseums sind unter anderen Swisslos Kanton Aargau und Migros-Kulturprozent.

## Sammlung

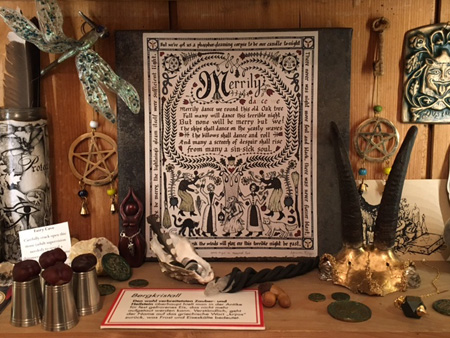
Ausstellungsstücke

Die Sammlung stellt die Hexenprozesse der Schweiz und in Europa vor und befasst sich mit den Auswirkungen auf die heutige Zeit. Die Ausstellung ermöglicht den Besuchern einen Einblick in die Geschichte des Schweizer Volks- und Aberglaubens, erzählt Sagen und zeigt Brauchtümer von Schweizer Vorfahren. Neben den unzähligen Ausstellungsstücke werden auch die Ergebnisse der Forschung zu den immer noch bestehenden Prozessakten in den Archiven der Schweiz vorgestellt. Die Ausstellung des Museums befasst sich auch mit Wahrsagen, dazu gehören die Themenbereiche Tarot, Astrologie, Handlesen, Spiegelschau, Runen, Ogham und Teeblätter oder Kaffeesätze zu lesen.
Im Hexenmuseum sind Gegenstände aus mehreren Jahrhunderten Kulturgeschichte ausgestellt. Darunter befinden sich Tarotkarten und Heilkräuter, Hexenpflanzen, Zauberstäbe aus verschiedenen Hölzern, Kornmasken und römische Fluchtafeln aus Blei, Amulette und Talismane. Auch der Geisterspuk, das Handlesen und die Astrologie in Verbindung mit Hexen werden vorgestellt und versucht, den Besuchern näher zu bringen. Nicht nur Hexen aus früherer Zeit spielen in diesem Museum eine Rolle, auch moderne Hexen aus heutiger Zeit werden vorgestellt.

## Zeitschrift
Die Zeitschrift Mandragora des Hexenmuseums erscheint vier Mal jährlich. Das Magazin befasst sich mit Informationen über das Museum, Mythen, Brauchtum rund um das Thema und berichtet über Museen der ganzen Welt, archäologischen Funde, Naturphilosophie und Volksglauben.

## Verein Hexenmuseum
Zur Förderung und Unterstützung des Museums wurde 2008 der Förderverein Hexenmuseum Schweiz gegründet. Das Hexenmuseum ist ein Privatmuseum ohne regelmässige Zuwendung oder konstante Fördergelder, daher ist das Museum auf Gönnermitglieder und Sponsoren angewiesen.